# Gröna kluster
Gröna kluster är inom Sverige ofta regionala aktörer vars syfte är att utveckla landsbygden och stärka det gröna näringslivet genom att exempelvis erbjuda kontaktytor och hjälp för etablerade eller potentiella framtida lantbruksföretag. De verkar även kunskapshöjande genom exempelvis utbildningsdagar och föreläsningar. För närvarande finns det cirka 17 gröna kluster i Sverige där Vreta kluster, beläget i det östgötska slättlandskapet, tros vara det största med runt 30 bolag på sin företagspark. 
De gröna klustren bedriver eller är del av olika projekt inom de gröna näringarna, såsom digitalisering av lantbruket där Agro Sörmland ingår i "referensgruppen till Kunskapsnav för jordbrukets digitalisering".  Oftast har de gröna klustren flera ben att stå på såsom skogsbruk, livsmedelsproduktion och bioekonomi medan andra kan vara mer nischade. Exempelvis håller Innovationscenter för landsbygden sitt fokus på att uppmuntra och utveckla just entreprenörskap på landsbygden. Därmed ingår fler entreprenörer och verksamheter än just inom de gröna näringarna. 
| Grönt kluster                                                         | Län                         | Plats                  |
| --------------------------------------------------------------------- | --------------------------- | ---------------------- |
| Agro Sörmland                                                         | Södermanland                | [ 4 ]                  |
| Agro Västmanland                                                      | Västmanland                 | [ 5 ]                  |
| Agro Örebro                                                           | Örebro                      | [ 6 ]                  |
| Agroväst                                                              | Västra götaland             | Skara                  |
| Dalarnas kompetenscenter för livsmedelskedjan                         | Dalarna                     | Rättvik                |
| Gotland grönt centrum                                                 | Gotland                     | Roma                   |
| Green Innovation park                                                 | Uppland/Skåne [SLU]         | Campus Uppsala, Alnarp |
| Grön kunskapsnod för primärproducenter och förädlare i Stockholms län | Stockholm                   | Under uppbyggnad       |
| Gröna Halland                                                         | Halland                     | Under uppbyggnad       |
| Gröna klustret Nuntorp                                                | Västra götaland             | Fyrbodal               |
| Grönt kluster Västerbotten                                            | Västerbotten                | Under bildande         |
| Hushållningssällskapet Kalmar Kronoberg Blekinges gröna Campus        | Kalmar, Kronoberg, Blekinge | Under bildande         |
| Innovationscenter för landsbygden                                     | Skåne                       | Sydöstra Skåne         |
| Naturbruksförvaltningen Västra Götalandsregionen                      | Västra götaland             | [ 15 ]                 |
| Nära till bra mat Jönköping                                           | Jönköping                   | [ 16 ]                 |
| Torsta AB/Grönt Kluster i ÅS                                          | Jämtland-Härjedalen         | Ås                     |
| Vreta kluster                                                         | Östergötland                | Linköping              |
| Öjebyn Agro Park                                                      | Norrbotten, Västerbotten    | [ 19 ]                 |

## Gröna kluster i andra länder

### Norden
Här är några av de mest framstående gröna klustren och initiativen runtom i Norden:

#### Food & Bio Cluster Denmark (DK)
Detta är det största klustret i Danmark- och ett av de största i hela Europa!- med fokus på mat, jordbruk och bioteknik. Det arbetar för att främja innovation och hållbarhet inom livsmedelsproduktion, jordbruksteknik och cirkulära lösningar. 
Bland annat har klustret tre inkubationscenter och åtta kontor fördelade över landet. 

#### Agro Food Park (DK)
Ett innovationskluster och centrum för företag och forskare inom jordbruk och livsmedelssektorn, beläget på Jylland där 33 % an Danmarks livsmedel produceras. De ämnar bli "den ledande innovationsmiljön för jordbruks- och livsmedelsföretag i Europa". 

#### Green Hub Denmark (DK)
I Danmark finns flera gröna kluster och initiativ som fokuserar på hållbarhet, grön energi, och innovation. En intressant iakttagelse här är att gröna kluster i Sverige i hög grad, om inte helt, innefattar jordbruksområdet och de gröna näringarna, medan Danmark har en större andel gröna kluster inom områden som energi- och miljöteknik. Ett av dessa kluster är Green Hub Denmark, som har ett fokus på energieffektivitet, grön mobilitet och cirkulär ekonomi. De har en vision om att göra Nordjylland till "Silicon Valley för grön omställning". 

#### Business Joensuu (FIN)
Finland är ett land med mycket skogsbruk, Business Joensuu har tagit vara på detta då de riktar sig främst mot skogsindustrin och bioekonomi. De kallar sig själva ett "forest bioeconomy hub" (skogsligt bioekonomi-hub). 

#### Agritechcluster (NO)
I mellersta Norge finns detta kluster vars syfte är att undersöka hur teknologi kan hjälpa lantbruk som sektor att bli mer framtidssäkrad och klimateffektiv. 

### Övriga Europa

#### Nederländerna
Nederländerna har under decennier, trots sin ringa storlek, varit ett av världens ledande länder inom mat och jordbruk.  Emellertid finns det numer inte mycket ny mark att exploatera och teknologi och digitalisering i samband med innovationsarbete inom d gröna näringarna blir allt viktigare. Nederländerna har därför flera gröna kluster också, särskilt inom digitalisering av lantbruket; "agtech". 
Ett exempel är Agrofoodcluster. 